# Interimstaler

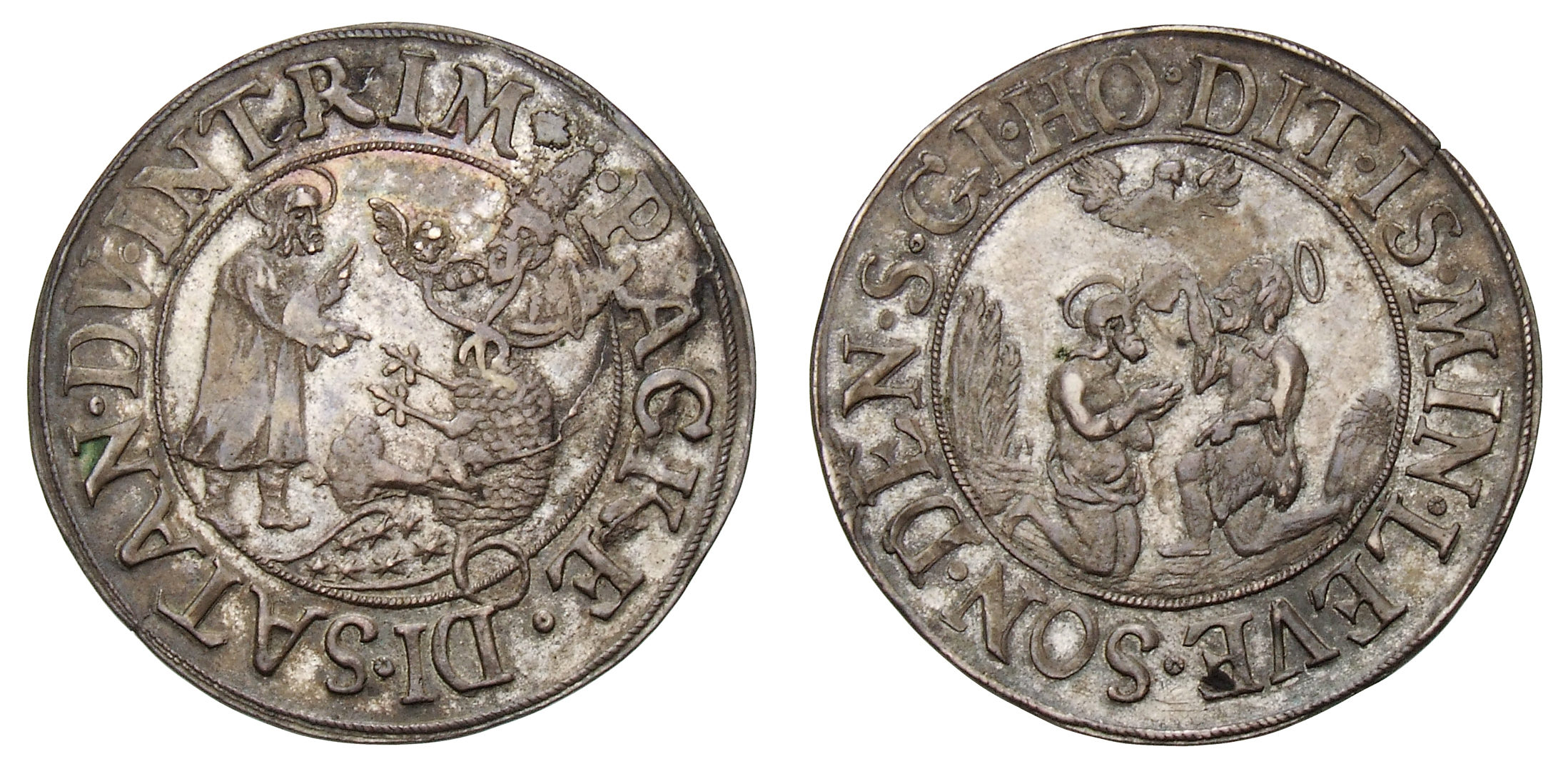
Interimstaler ohne Jahreszahl, um 1549 geprägt, mit Stempelfehler INTRIM, SATAN ist hier ohne H geschrieben. Die Strahlen, die sonst die Taube umgeben, fehlen. Zu sehen ist ein Stempelriss an der Tiara beginnend und an der hier versteckten speienden Fratze endend. (Silber; Durchmesser; 44 mm; 28,53 g)

Der Interimstaler, mitunter auch als Spotttaler auf das Augsburger Interim bezeichnet, ist eine um 1549 in Magdeburg  ausgegebene talerförmige Medaille. Das Stück wurde auf das von dem Geharnischten Reichstag in Augsburg 1549 verabschiedete Interim geprägt. Der sogenannte Interimstaler war Propagandamittel der protestantischen Seite im Konfessionsstreit. Es gibt eine große Menge von Verschiedenheiten dieser Gepräge.

## Geschichte

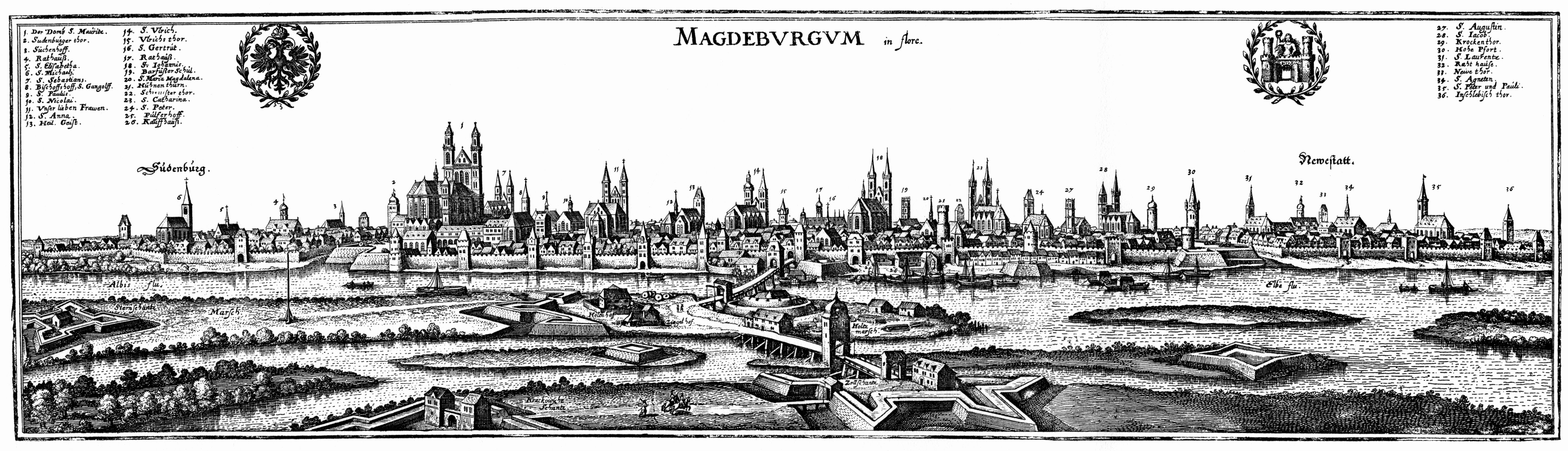
Magdeburg war ein Zentrum des Widerstands gegen das Interim (Stich von Matthäus Merian um 1640)

Kaiser Karl V. (1519–1556, † 1558) wollte mit dem Interim nach dem Sieg über den Schmalkaldischen Bund seine religionspolitischen Ziele im Heiligen Römischen Reich durchsetzen. Das von gemäßigten Theologen beider Konfession erarbeitete Schriftstück sollte eine Lösung der Religionsfrage auf Reichsebene vorbereiten. Es gestand den Protestanten bis zur endgültigen Entscheidung des Tridentiner Konzils Priesterehe und Laienkelch zu. Die darin entworfene Ordnung löste aber auf beiden Seiten heftigsten Widerstand aus. Magdeburg wurde zum neuen Zentrum des lutherischen Widerspruchs.
Die Gegner Karls V. demonstrierten mit dem schon damals beliebten und wirksamen Propagandamittel der Münze, hier mit dem sogenannten Interimstaler, gegen das Interim. Der Interimstaler mit der Umschrift: PACKE DI SATHAN DV INTERIM (Packe dich Satan, du Interim) zeigt ein dreiköpfiges Ungeheuer als versinnbildlichtes und verspottetes Interim.

### Der Ausgabeort des Interimstalers nach Karl Christoph Schmieder
Karl Christoph Schmieder bezeichnet die talerförmige Medaille als „Interimsthaler, eine 1549 zu Magdeburg auf das Augsburgische Interim geprägte Spottmünze von Talergröße“.
„Das Interim  war“, so Schmieder,

„ein Präliminarvergleich, den Kaiser Carl V. nach Trennung des schmalkaldischen Bundes entwerfen ließ, bis die Sache der Protestanten auf einem Generalconcilio ganz abgemacht werden könne; die Protestanten waren aber mit diesem Vergleich gar nicht zufrieden und sagten: Willige nicht ins Interim, Es hat den Schalk hinter ihm! Die Hauptgegner desselben waren in Magdeburg, wo man das Interim auf alle Art laut verhöhnet und auch diese Münzen ausgab. Schlegel Biblia in Numis, Jena 1703. 4.p.324. Köhlers Münzbelustigung, Th. XXI.; S. 95.“

In seinem Handwörterbuch nennt er, wie in sämtlichen später erscheinenden numismatischen Nachschlagewerken, die Stadt Magdeburg als Ausgabeort für die Interimstaler. Ein urkundlicher Nachweis ist jedoch nicht bekannt. Die Fülle an Streitschriften, die von Magdeburg ausgegangen sind, sprechen dafür.

### Johann David Köhlers Erklärung zur Ausgabe in Magdeburg

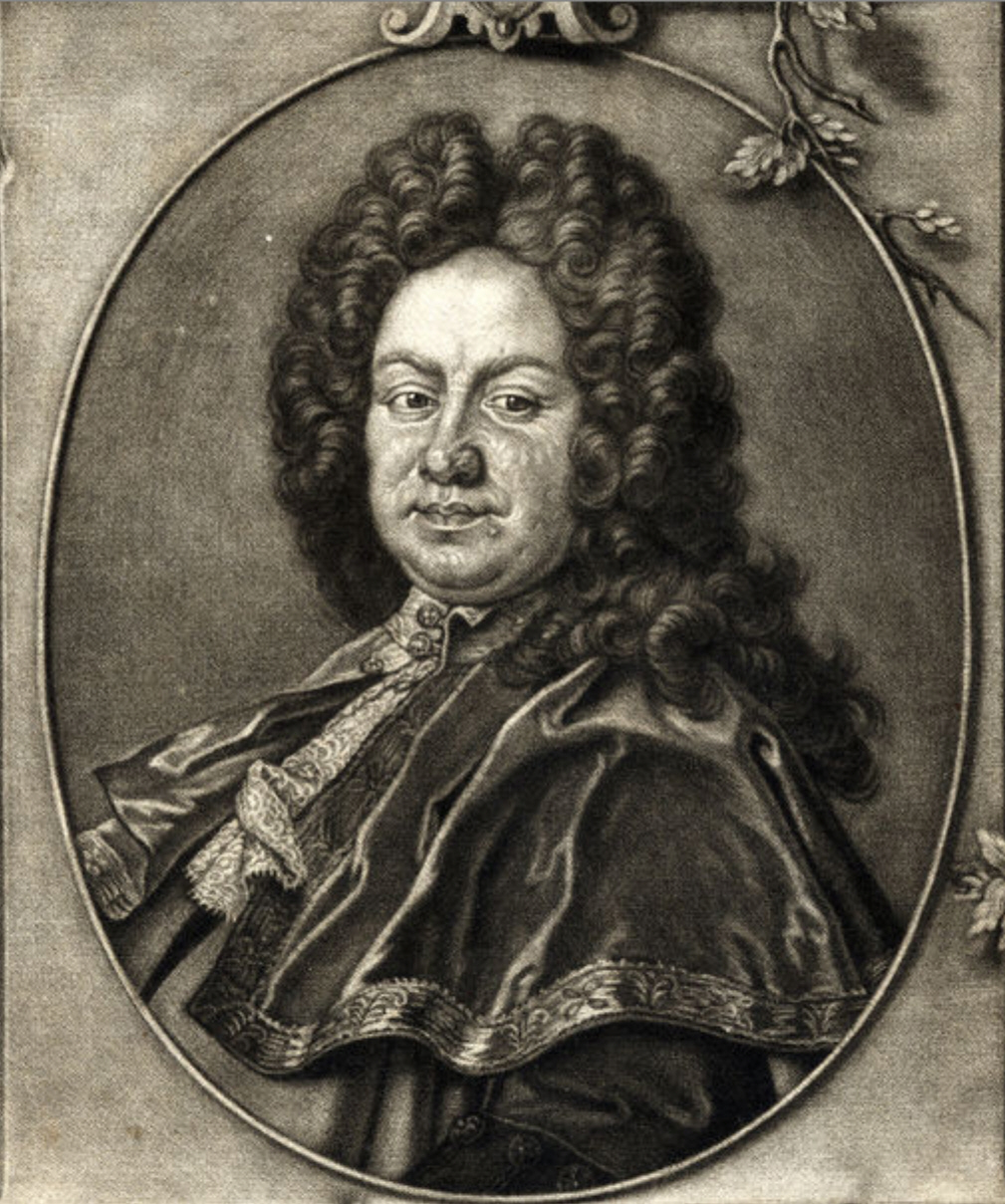
Der Historiker und Numismatiker Johann David Köhler

Johann David Köhler nennt in seiner Historischen Münzbelustigung die Stadt Magdeburg als Ort der Prägung der Interimstaler. Er schreibt, „daß solche in der Stadt Magdeburg an das Licht getreten [sind]“.

„Hierbey kann der Zweiffel bestehen ob der so berüchtigte Interims-Thaler im J. 1549 habe können in Magdeburg geprägt werden, da diese Stadt […] im J. 1567 mit der Müntzfreiheit erstlich […] begnadet worden [ist]. […] Die Plattdeutsche oder Niedersächsische Sorte hat auf dem Avers die Umschrift: DIT. IS. MIN. LEVE. SON. DEN. S. GI. HO. In dem in Plattdeutscher Sprache in Magdeburg gedruckten Neuen Testament sind diese Worte also ausgedruckt in Matth. XVII. 5. Dyth ys myn leve Söne, den schöle ghy hören. […] Es hat daran nicht[s] [geändert], daß dazumale Magdeburg das Münzregal noch nicht gehabt hat. Denn die selbe ist nicht als ein ordentlicher und im Handel und Gewerbe gang- und gäbe [verwendeter] Thaler, sondern als eine Schau- und Gedenkmünze geschlagen worden.“

Der Gelehrte schreibt, der Interimstaler sei in Magdeburg geprägt worden, obwohl die Stadt zu dieser Zeit noch kein Münzrecht besessen habe. Die Gepräge seien jedoch keine Zahlungsmittel gewesen, sondern, so Köhler, als „Schau- und Gedenkmünze geschlagen worden“. Diese Bezeichnungen wurden zur Zeit Köhlers oft für talerförmige Medaillen verwendet. Dass es Medaillen sind, wird nicht nur wegen des fehlenden Münzrechts der Stadt deutlich, sondern auch durch die großen Unterschiede im Fein- und Raugewicht der Interimstaler. Allerdings gibt es auch Gepräge im Talergewicht.

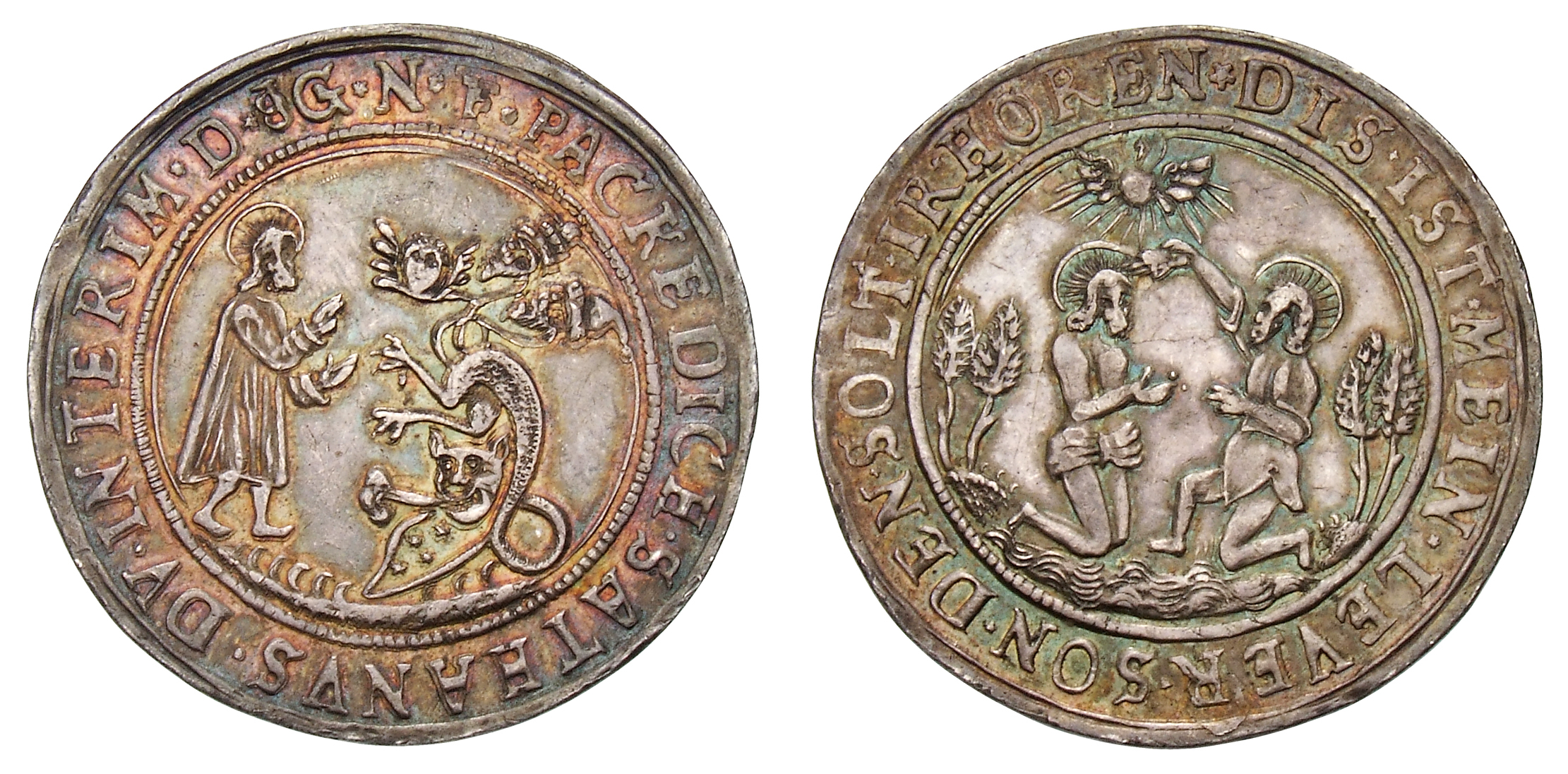
Interimstaler ohne Jahreszahl, um 1549 geprägt, mit den rätselhaften zusätzlichen fünf Buchstaben D S G N F auf der Vorderseite und sprachlich veränderten Umschriften. (Silber; Durchmesser; 44 mm; 36,40 g)

Johann David Köhler erwähnt auch Interimstaler mit der Vorderseitenumschrift PACKE DICH SATHANVS DV INTERIM, die zusätzlich mit den Buchstaben D • S • G • N • F • am Ende der Umschrift ergänzt wurden:

„Die fünf Buchstaben nach dem Wort INTERIM bleiben ein Rätsel. Nach Lilienthals Meinung im Thalercabinet […] sollen dieselben den Namen des Stempelschneiders bedeuten, wozu ihm das zuletzt stehende F., das er als Fecit auslegt, verleitet hat.“

Köhler nennt auch andere Numismatiker, die den Namen eines Stempelschneiders in der Buchstabenkombination vermuten, wobei diese jeweils einen Buchstaben weglassen oder durch einen anderen austauschen. Ein Name wird nicht genannt. „Dergleichen Schmähstücke“, so Köhler, „pflegen derselben Urheber und Künstler nicht mit ihrem Nahmen zu bezeichnen.“ Die Buchstabenkombination bleibt also ein Rätsel. Im Wesentlichen kommen auch Madai und Lilienthal zu diesem Ergebnis. Die Spotttaler auf das Augsburger Interim sind krasse Schmähstücke, die weder Urheber noch Künstler offenbaren.

## Beschreibung des Interimstalers
(Siehe das Bild hier)

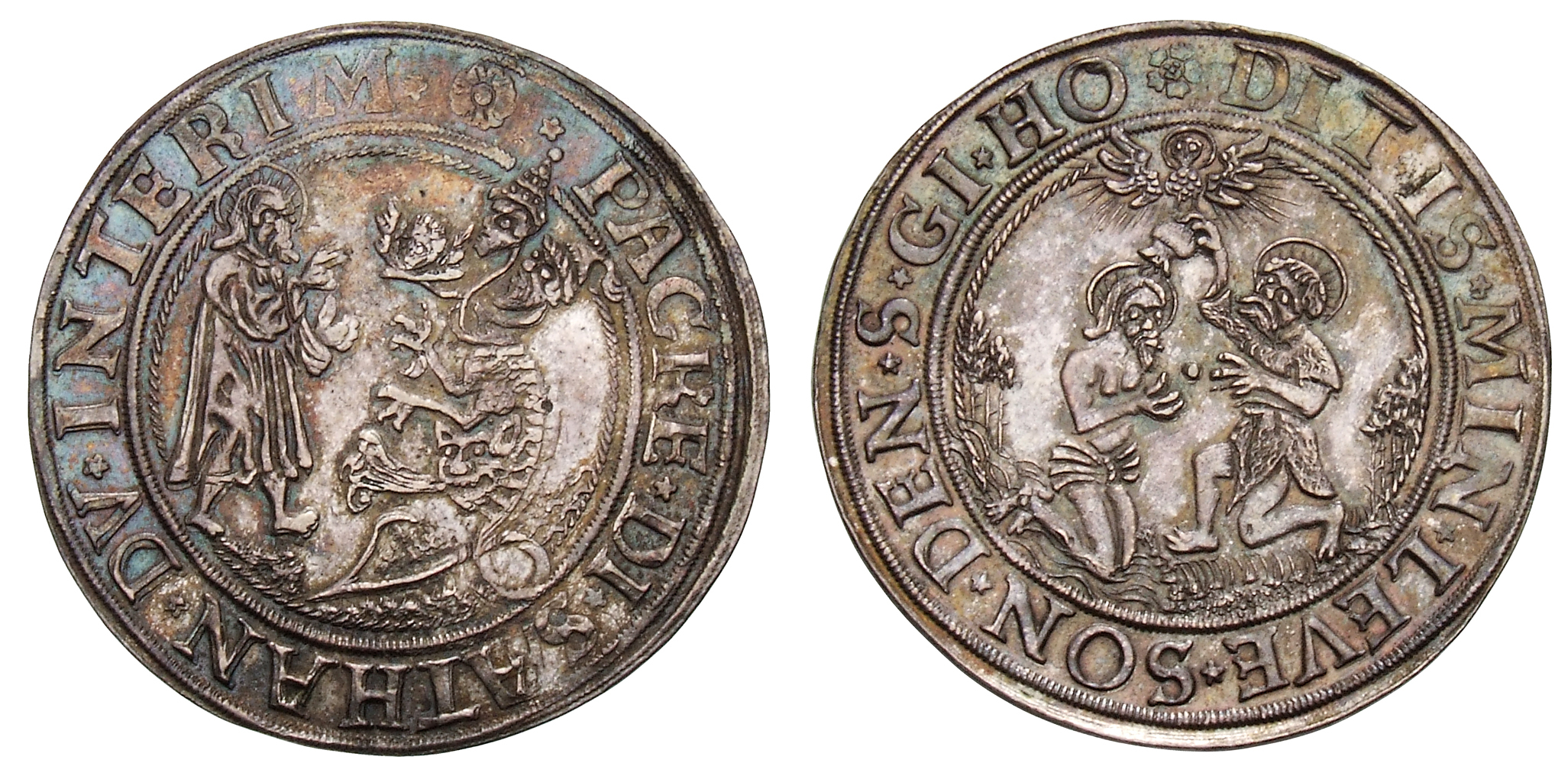
Interimstaler ohne Jahreszahl, um 1549 geprägt. Im Vergleich mit den oben abgebildeten Interimstalern weichen die Bilder im Detail voneinander ab. Das Stück hat auf beiden Seiten eine fünfblättrige Rose in der Umschrift. (Silber; Durchmesser; 41 mm; 17,89 g)

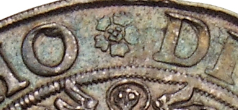
Ausschnitt mit fünfblättriger Rose

Der um 1549 in der Stadt Magdeburg mit erheblichen Gewichtsunterschieden ausgegebene silberne Interimstaler ohne Jahreszahl und Münzmeisterzeichen, das auf den Ort der Prägung hinweisen könnte, ist eine talerförmige Medaille. Der genannte Ort der Ausgabe ist in sämtlichen numismatischen Nachschlagewerken angegeben, obwohl kein urkundlicher Nachweis bekannt ist. Die zeitgenössischen Stücke wurden als Propagandamittel im Konfessionsstreit eingesetzt. Vorder- und Rückseite wurde oft in den Beschreibungen vertauscht.

### Vorderseite
Die hier als Vorderseite bezeichnete Seite zeigt im Feld links Jesus Christus, der das durch ein Ungeheuer versinnbildlichte Interim beschwört. Das Ungeheuer hat drei Köpfe, einen Engelskopf (links), einen Papstkopf (in der Mitte) und einen Türkenkopf (rechts). Am Unterleib über dem mit Sternen besetzten Hakenschwanz verbirgt sich eine Teufelslarve, die auch als speiende Fratze bezeichnet wird. Das Bild durchbricht zum Teil die Einfassung und den inneren Schriftkreis. In der Umschrift befindet sich eine fünfblättrige Rose in Buchstabengröße. (Siehe dazu die Anmerkung)
- Umschrift: • PACKE • DI • SATHAN • DV • INTERIM • (Packe dich Satan, du Interim.)[11][12]

### Rückseite
Die Rückseite zeigt die Taufe Jesu im Jordan durch Johannes den Täufer. Darüber schwebt der Heilige Geist in Gestalt einer von Strahlen umgebenen Taube. Das Münzbild durchbricht teilweise die Bildeinfassung. In der Umschrift befindet sich eine fünfblättrige Rose in Buchstabengröße. Der Punkt in der Mitte im Münzfeld ist ein Zentrierpunkt, der auch als Zentralpunkt bezeichnet wird.
- Umschrift: DIT • IS • MIN • LEVE • SON • DEN • S • GI • HO (Das ist mein lieber Sohn, den sollt ihr hören.)[13]

Anmerkung: Die erheblichen Gewichtsunterschiede der sogenannten 1-Taler-Stücke des Münzkabinetts Berlin, es sind 7 Stück, liegen zwischen 17,89 g und 36,40 g. Ein weiter Spotttaler mit 13,80 g wird als halber Taler bezeichnet, hat jedoch 
die Talergröße von 42 mm Durchmesser. Diese Unterschiede und anderes, wie z. B. die fehlende Angabe zum Münzherrn bedeuten, dass die Gepräge keine Münzen sind, wie das z. B. schon Johann David Köhler in seiner Münzbelustigung festgestellt hat (siehe vorher). Allerdings kommen auch Stücke vor, die Talergewicht haben. Das Münzkabinett gibt Jever in Ostfriesland als Münzstätte der Interimstaler an. Das wird jedoch in der Literatur nicht bestätigt. Es ist allerdings denkbar, dass die Stadt Magdeburg mit der Prägung der Interimstaler die Münzstätte Jever beauftragte. Der Ausgabeort der Stücke bliebe dennoch in Magdeburg. Solange die Prägung in Jever nicht zweifelsfrei nachgewiesen ist, kann sie jedoch hier nicht als Münzstätte angegeben werden. 
Interessant ist, dass die Stadt Magdeburg Münzen hatte, die mit den Jahreszahlen 1550/51 und mit einer fünfblättrigen Rose geprägt wurden, wie sie mitunter auch auf den Interimstalern in der Umschrift in Buchstabengröße auf beiden Seiten zu sehen ist. Die Stadt hatte zu dieser Zeit noch kein Münzrecht, wie das auch bei der Ausgabe der Interimstaler der Fall war.